# Men With Brooms
Men With Brooms é uma comédia romântica canadense de 2002, dirigida e protagonizada por Paul Gross. Tendo como tema central o curling, a produção conta a história de uma equipe de uma pequena cidade reunida após dez anos para competir em homenagem ao seu antigo treinador, morto por um ataque cardíaco.

## Elenco
- Paul Gross como Chris Cutter
- Connor Price como Brandon Foley
- Leslie Nielsen como Gordon Cutter
- Peter Outerbridge como James Lennox
- Kari Matchett como Linda Bucyk
- Molly Parker como Amy Foley
- Polly Shannon como Joanne